# أوتو رانك
أوتو رانك (بالألمانية: Otto Rank)‏ (22 أبريل، 1884 – 31 أكتوبر، 1939) هو محلل نفسي، وكاتب، ومعلم نمساوي. وُلد أوتو في فيينا باسم أوتو روزنفلد (Otto Rosenfeld)، وكان واحدًا من الزملاء المقربين لـسيغموند فرويد لمدة عشرين عامًا، وكاتبًا غزير الكتابة في موضوعات التحليل النفسي، ومحررًا في اثنتين من أهم المجلات التحليلية، ومديرًا إداريًا بدار سيغموند للنشر، وباحثًا نظريًا ومعالجًا نفسيًا مبدعًا. وفي عام 1926، غادر أوتو فيينا متجهًا إلى باريس. وعلى مدار الأربعة عشر عامًا المتبقية من حياته، حقق رانك نجاحًا مهنيًا كمُحاضر، وكاتب، ومعالج نفسي في فرنسا والولايات المتحدة. (ليبرمان وكريمر، 2012).

## حياته
رانك اليهودي، كالغالبية الغالبة من المشتغلين بالتحليل النفسي الفرويدي، كان مغمورأ من عائلة متوسطة. واكتشف أدلر عبقريته وقدمه لفرويد (1906)، فأولاه رعايته، وصار في منزلة ربيبه، وتعهد. بالإنفاق عليه في الجامعة حتى حصل على الدكتوراه سنة 1912 وقامت بينهما علاقة بنوية أبوية قدر لها أن تستمر نحو العشرين سنة، استخدمه فيها فرويد كسكرتير له، وعينه مساعد رئيس تحرير ايماجو للتحليل النفسي. والمجلة الدولية للتحليل النفسي وتولى رانك كل مهام الحركة فعلا، وكان مرشحا ليخلف فرويد في كل شيء، واشرف على دار المطبوعات الدولية التابعة للحركة، وأقامها من العدم بعد الحرب العالمية الاولي، ونظم
شؤونها. إلا أنه فجاة نشر كتابه «صدمة الميلاد» فكان صدمة للجميع . لأنه كان بكل المقاييس ضد كل المفاهيم التي دعا إليها الرئيس ( نقصد فرويد ) والتي تقوم على الدعوة لها حركة التحليل النفسي. وعلى الرغم من أن فرويد اعتبر الكتاب : أهم تقدم منذ اكتشاف التحليل النفسي. إلا أنه بدأ يتفهم نظرية رانك وتتحصل له المعرفة بأنه يناهضه بها، ومن ثم بدأت المباعدة بينهما، وانتقل رانك خصيصا إلى باريس ليترك في فينيا كل ما يذكره بأستاذه وجماعته (1924) ، ثم غادرها كذلك إلي الولايات المتحدة، وبذلك انقطعت تماما كل علاقات راك بالحركة وفرويد (1934) 

## في جمعية فيينا للتحليل النفسي

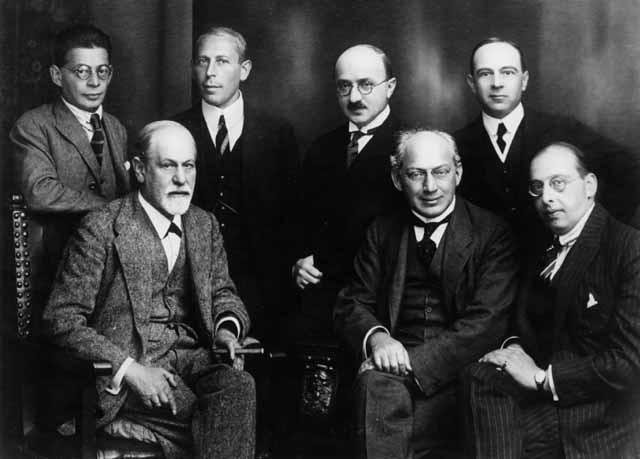
فرويد ومحللون نفسيون آخرون: (جالسون من اليسار إلى اليمين) فرويد، وساندور فيرينزي، وهانز ساكس (وقوفًا) أوتو رانك، وكارل أبراهام، وماكس إيتينجون، وإرنست جونز

في عام 1905، في سن الـ21، قدم أوتو رانك لفرويد دراسة أثارت إعجابه لدرجة أنه دعا رانك ليصبح أمينًا لجمعية فيينا للتحليل النفسي الناشئة. هكذا، أصبح رانك أول عضو مأجور في حركة التحليل النفسي، و«المساعد الرئيسي» لفرويد لمدة 20 عامًا. اعتبر فرويد أن رانك، الذي كان أكثر قربًا منه من أبنائه من الناحية الفكرية، أكثر تلاميذه في فيينا ذكاءً.
بتشجيع ودعم من فرويد، أكمل رانك «الجيمنازيوم» أو المدرسة الثانوية التحضيرية، والتحق بجامعة فيينا، وحصل على درجة الدكتوراه في الأدب عام 1912. نشرت أطروحته، حول ملحمة لوهينجرين، في عام 1911، وهي أول أطروحة دكتوراه فرويدية تُنشر بشكل كتاب.
كان رانك أحد ستة أشخاص متعاونين مع فرويد اجتمعوا معًا في «لجنة» أو «حلقة» سرية للدفاع عن التحليل النفسي السائد مع تطور الخلافات مع ألفرد أدلر وكارل يونغ. كان رانك أكثر المؤلفين بروزًا في «الحلقة» إلى جانب فرويد نفسه، فوسع نظرية التحليل النفسي لتشمل دراسة السير البطولية والأساطير والفن والإبداع والشبيه (الدوبلغنجر). عمل إلى جانب فرويد، وساهم بكتابة فصلين حول الأساطير والسير البطولية في كتاب تفسير الأحلام. ظهر اسم رانك في أعمال فرويد ضمن صفحة العنوان في أهم أعمال فرويد من عام 1914 حتى عام 1930. بين عامي 1915 و1918، عمل رانك أمينًا لجمعية التحليل النفسي الدولية التي أسسها فرويد في عام 1910. أدرك جميع أفراد عالم التحليل النفسي الصغير مدى احترام فرويد لرانك وإبداعه البارز في توسيع نظرية التحليل النفسي. أعلن فرويد للدائرة الداخلية، المليئة بالخصوم الغيورين، أن رانك كان «خليفته» (ليبرمان وكرامر، 2012، ص 225).
في عام 1924، نشر رانك كتاب صدمة الولادة في عام 1929، واستكشف كيف تم إلقاء الضوء على الفن والأسطورة والدين والفلسفة والعلاج النفسي من خلال اضطراب قلق الانفصال في «المرحلة السابقة لتطور عقدة أوديب» (ص 216). لكن لم تكن هذه المرحلة موجودة في نظريات فرويد (كرامر، 2019). أوضح فرويد أن عقدة أوديب كانت نواة العصاب والمصدر الأساسي لكل الفنون والأساطير والأديان والفلسفات والعلاجات النفسية - في كل ثقافة وحضارة بشرية. كانت هذه هي المرة الأولى التي يجرؤ فيها أي شخص في الدائرة الداخلية على اقتراح أن عقدة أوديب قد لا تكون العامل السببي الأساسي في التحليل النفسي. صاغ رانك مصطلح «ما قبل أوديب» في منتدى التحليل النفسي العام في عام 1925 (رانك، 1996، ص 43). في تحليل ذاتي لكتاباته عام 1930، لاحظ رانك أنه «تم التركيز بشدة على الأنا الأعلى لمرحلة ما قبل أوديب منذ ذلك الحين من قبل ميلاني كلاين، دون أي إشارة إلي» (نفس المرجع، ص 149).

## إسهاماته
من المعتقد أن اسهام رانك في التحليل النفسي هو نظريته في - صدمة الميلاد - ، إلا أن كتابات رانك في الفن، وتحليله لدور الفنان ودخائله، كانت بكل المقاييس أكثر من رائعة. وكان رانك فنانا، وكتاباته في التحليل النفسي كانت من منظور فني، وفي بدايته هوى المسرح، ثم الفنون الآخرى، وقرأ نيتشه كثيرا وشوبنهاور ومعظم ما كتب كانت له توجهات فنية أدبية . وكان مؤلفه الأول هو كتاب «الفنان» وقفاه بسلسلة من كتب التحليل النفسي في الاسطورة والأدب، وكانت تفسيراته فيها جديدة. ومنها كتابه أسطورة (ميلاد البطل) و (الحاح فكرة زنا المحارم في الشعر والاسطورة ) وكان رانك فيها بمنزلة المجدد للفكر التحليلي النفسي. فقد كانت الكتابات التحليلية حتي الآن طبية الطابع والموضوع. وكان رانك الدم الجديد للحركة، واتجه نحو الإنسانيات. وساعده على الكتابة فيها انه كان كما قيل موسوعيا في معلوماته. وبارك فرويد هذا الاتجاه فيه، إلا ان كتاب (صدمة الميلاد) ما كان من الممكن ان يتهاون إزاءه، لانه مسار جديد تماما على الفكر التحليلي النفسي، وهو وان كان متفقا مع الخط الفكري لرانك، إلا ان فرويد كان ينبغي أن يحذره فيه من أول الآمر وقد لمس فيه هذا النزوع للتجديدية . وفكرة رانك في الكتاب ان القلق جميعه، ومن ثم العصاب والاستعداد للإصابة به، إنما يتسبب فيهما الفزع الفطري الذي لا منجاة منه، والذي نخبره لحظة الميلاد، نتيجة الخروج إلى الحياة الجديدة، تماما بعد تسعة أشهر في رحم الآم، وهو فرع يتنامي ويصبح خوفا أصليا مغروسا في النفس ويلازم الإنسان طوال عمره وهذه التجربة العالمية التي نمر بها جميعا هي بكل المقاييس تجرية صادمة بطريقة أو بأخرى، وهي الأساس البيولوجي لكل ما هو نفس من بعد. وكل الظواهر الثقافية يمكن تفسيرها اما كتعبير مباشر لحظة الصدمة، أو باعتبارها مجاهدات للتغلب على القلق المترتب عليها، والذي
يتفجر فينا منذ الميلاد، ومن تم فهو قلق من النوع الآولي، أو هو أصل كل قلق لاحق.

## مؤلفاته
- صدمة الميلاد
- الفنان
- ميلاد البطل
- الحاح فكرة زنا المحارم في الشعر والاسطورة
- مابعد علم النفس

## وفاته
توفي رانك وهو في عمر 55 ودلك بتاريخ أكتوبرسنة 1939 . وقد كان آخر ما كتبه هو كتابه ما بعد علم النفس ، وقد كمل تقريبا عندما وافته المنية.

## وصلات خارجية
- أوتو رانك على موقع الموسوعة البريطانية (الإنجليزية)

- OttoRank.com
- The Ernest Becker Foundation
- International Psychoanalytical Association
- Photo of Otto Rank
- The Myth of the Birth of the Hero, at sacred-texts.com